# Kōji Wada (karatéka)
Pour les articles homonymes, voir Kōji Wada (homonymie).
Kōji Wada est un karatéka japonais surtout connu pour avoir été le tout premier champion du monde de karaté en individuel grâce à sa prestation aux championnats du monde de karaté 1970 à Tokyo.

## Palmarès
- 1970 :  Médaille d'or en ippon masculin aux championnats du monde de karaté 1970 à Tokyo, au Japon[1].